# Teşvikiye, Çınarcık
Teşvikiye là một thị trấn thuộc huyện Çınarcık, tỉnh Yalova, Thổ Nhĩ Kỳ. Dân số thời điểm năm 2010 là 2.186 người.